# Lionel Chalmers
Pour les articles homonymes, voir Chalmers.
Lionel Chalmers, né le 10 novembre 1980 à Albany dans l'État de New York (États-Unis), est un joueur et entraîneur américain de basket-ball. Comme joueur, il évolue au poste de meneur.

## Biographie

### Carrière universitaire
Chalmers joue ses trois premières années au collège de Notre Dame-Bishop Gibbons à Schenectady, New York. Il est transféré au lycée d'Albany pour sa quatrième année.
Il rejoint ensuite l'université Xavier à Cincinnati dans l'État de l'Ohio où il joue quatre années en NCAA pour les Musketeers de Xavier. Lors de sa dernière année, son année sénior, il conduit son équipe à la participation à l'Elite Eight (quart de finales) du tournoi de NCAA.

### Carrière professionnelle
En 2004, il est drafté par les Clippers de Los Angeles au second tour, à la 33e position.
Il joue 34 matchs avec les Clippers lors de la saison 2004-2005 qu'il termine avec des moyennes de 3,1 points et 1,4 passe décisive en 12,0 minutes par match.
Le 20 août 2005, il est transféré aux Timberwolves du Minnesota avec Marko Jarić contre Sam Cassell. Il joue avec les Timberwolves durant la présaison NBA 2005-2006 mais il est laissé libre par son club avant le début de la saison NBA.
En novembre 2005, il part en Grèce dans le club de l'AEK Athènes. En février 2006, il quitte la Grèce pour l'Espagne et le club du TAU Cerámica.
Durant l'été 2006, il joue avec les Suns de Phoenix lors de la summer league mais il n'est pas retenu dans l'effectif des Suns. Il a aussi joué pour les Hawks d'Atlanta durant la présaison NBA 2006 mais il est laissé libre par les Hawks.
En décembre 2006, il signe à Sassari, en Italie, club de deuxième division du championnat italien.
En mai 2007, il retourne en Espagne et signe à Saragosse.
En juillet 2007, il reste dans la première division du championnat italien et s'engage avec Trévise.
Après avoir passé une saison en Italie, il signe chez le club russe de Sourgout. Il réalise une très bonne saison en terminant meilleur marqueur de la Superligue russe avec 21,4 points par match.
En 2009-2010, il signe à Krasnoïarsk un autre club de la Superligue russe.
En juillet 2010, il reste en Russie et s'engage avec le Lokomotiv Kouban qui fait partie de la VTB United League. Il reste deux ans dans ce club.
En 2012, il part en Turquie dans l'équipe d'Aliağa Petkim.
En octobre 2013, il signe un contrat d'un an en Bulgarie chez le Levski Sofia. Avec eux, il remporte la NBL de Bulgarie.
En juillet 2014, il rejoint Châlons Reims, un club français promu dans la première division du championnat français mais quitte le club avant la dix-septième journée de championnat, en janvier 2015.

### Carrière d'entraîneur
Après sa carrière de joueur, Chalmers devient entraîneur. Il est coordonnateur vidéo du Magic d'Orlando de 2017 à 2018, puis de 2019 à 2021, Chalmers est chargé du développement des joueurs. En août 2021, il est nommé entraîneur adjoint au Magic où l'entraîneur principal est Jamahl Mosley.

## Clubs successifs

### Lycée
- 1996-1999 :  Notre Dame-Bishop Gibbons
- 1999-2000 :  lycée d'Albany

### Université
- 2000-2004 :  Musketeers de Xavier (NCAA 1)

### Professionnel
- 2004-2005 :  Clippers de Los Angeles (NBA)
- 2005-2006 :  AEK Athènes (ESAKE)
- 2006 :  TAU Cerámica (Liga ACB)
- 2006-2007 :  Dinamo Basket Sassari (Legadue)
- 2007 :  CAI Zaragoza (Liga ACB)
- 2007-2008 :  Benetton Trévise (Serie A Beko)
- 2008-2009 :  Universitet Yugra Surgut (Superligue)
- 2009-2010 :  Enisey Krasnoyarsk (Superligue)
- 2010-2012 :  Lokomotiv Kuban (VTB)
- 2012-2013 :  Aliağa Petkim (TBL)
- 2013-2014 :  BC Levski Sofia (NBL)
- 2014-2015 :  Champagne Châlons Reims Basket (Pro A)

## Palmarès

### En club
- Champion de Bulgarie en 2013-2014.

### Distinctions personnelles
- Meilleur marqueur de la Superligue en 2008-2009.

## Statistiques

### Universitaires
Les statistiques de Lionel Chalmers en matchs universitaires sont les suivantes :
| Année     | Équipe   | Matches | Titul. | Min./m. | %tir | %3pts | %l-f | rbds/m. | pass/m. | int/m. | ctr/m. | pts/m. |
| --------- | -------- | ------- | ------ | ------- | ---- | ----- | ---- | ------- | ------- | ------ | ------ | ------ |
| 2000-2001 | Xavier   | 29      | 8      | 25,3    | 36,5 | 30,2  | 67,1 | 2,2     | 1,9     | 1,3    | 0,1    | 8,9    |
| 2001-2002 | Xavier   | 32      | 32     | 34,1    | 42,1 | 35,1  | 71,9 | 3,4     | 4,2     | 1,5    | 0,1    | 12,0   |
| 2002-2003 | Xavier   | 25      | 22     | 31,2    | 44,3 | 39,2  | 77,1 | 2,68    | 3,96    | 1,1    | 0,04   | 11,96  |
| 2003-2004 | Xavier   | 37      | 37     | 34,9    | 44,9 | 40,9  | 70,9 | 3,30    | 3,16    | 1,1    | 0,03   | 16,59  |
| Carrière  | Carrière | 123     | 99     | 31,7    | 42,5 | 37,2  | 71,6 | 2,9     | 3,3     | 1,3    | 0,1    | 12,7   |

## Salaires
| Saison      | Équipe                    | Salaire     |
| ----------- | ------------------------- | ----------- |
| 2004-2005   | Clippers de Los Angeles   | 450 000 $   |
| 2005-2006   | Timberwolves du Minnesota | 682 050 $   |
| Total Gains | Total Gains               | 1 132 050 $ |

## Vie privée
Lionel est le cousin de Mario Chalmers, formé aux Jayhawks du Kansas et drafté en 38e position par les Timberwolves du Minnesota en 2008 ; il a notamment remporté deux titres NBA consécutifs avec le Heat de Miami en 2012 et 2013.